# Памятник С. А. Есенину (Орёл)
Памятник С. А. Есенину — памятник русскому новокрестьянскому поэту в Орле.

## Описание
Есенин много раз приезжал в Орёл к своей жене З. Н. Райх в дом на Кромской (ныне Комсомольской) улице. В память об орловских страницах биографии поэта и был установлен ему памятник. Открытие состоялось 22 октября 2001 года на Университетской площади перед зданием учебного корпуса ОГУ. Бронзовый бюст установлен на постаменте из серого уральского мрамора. Лицо поэта обращено на то место, где он бывал в 1917—1921 годах.